# 156P/Рассела — LINEAR
Комета Рассела — LINEAR (156P/Russell-LINEAR) — короткопериодическая комета из семейства Юпитера, которая была обнаружена американским астрономом Кеннетом Расселом, на фотоснимках, полученных 3 сентября 1986 года его коллегой F. G. Watson в обсерватории Сайдинг-Спринг. Комета выглядела как диффузный объект 17,0 m звёздной величины, так как она перемещалась во время экспозиции. Комета обладает довольно коротким периодом обращения вокруг Солнца — чуть более 6,4 года.

Орбита кометы Рассела — LINEAR и её положение в Солнечной системе

У этой кометы довольно сложная история открытия. Повторно наблюдение кометы было произведено только 25 сентября, при этом никаких признаков кометной активности на тот момент у неё обнаружено не было. Это было последнее наблюдение 1986 года. В следующий раз комету обнаружили лишь во время очередного возвращения в 1993 году. Комета отметилась на снимках от 19 и 20 ноября, полученных американским астрономом Кэролин Шумейкер с помощью 46-сантиметрового телескопа Шмидта в Паломарской обсерватории. Она была зарегистрирована как астероид с временным обозначением 1993 WU, но провести повторные наблюдения опять не удалось. В третий раз комета была сфотографирована 31 августа 2000 года в рамках проекта LINEAR. Затем с 5 по 7 сентября были получены ещё несколько снимков. А спустя, несколько месяцев, 20 января 2001 года, ещё один астероид попал в объектив телескопа американского астронома Тимоти Спара. Именно он догадался связать этот астероид с сентябрьскими наблюдениями 2000 года и смог доказать, что на всех снимках находиться один и тот же объект. Это позволило ему рассчитать первую эллиптическую орбиту данного тела с датой перигелия 17 августа 2000 года и периодом обращения 6,84 года. В апреле 2003 года он выяснил, что орбита, наблюдаемого им объекта, близка к положению кометы Рассела 1986 года, а Дэвид Грин на основе этих данных рассчитал орбиты для 1986, 1993 и 2000 годов, а также дал соответствующие им даты прохождения точки перигелия. На 2000 год период кометы оценивался в 6,85 года.

## Сближения с планетами
Комета является частым гостем в окрестностях Юпитера. В XX веке она подходила к нему ближе чем на 1 а. е. трижды, а в XXI веке начнёт появляться и в окрестностях Земли. При этом перигелий её орбиты будет смещаться ближе к Солнцу, что должно привести к улучшению условий для её наблюдения.
- 0,43 а. е. от Юпитера 11 марта 1935 года;
- 0,70 а. е. от Юпитера 20 ноября 1970 года (уменьшение перигелия с 1,73 а. е. до 1,56 а. е.);
- 0,36 а. е. от Юпитера 1 марта 2018 года (уменьшение перигелия с 1,58 а. е. до 1,33 а. е.);
- 0,48 а. е. от Земли 23 октября 2020 года;
- 0,46 а. е. от Земли 1 ноября 2073 года;
- 0,35 а. е. от Юпитера 15 мая 2077 года;
- 0,76 а. е. от Юпитера 14 июля 2088 года;
- 0,38 а. е. от Земли 28 октября 2099 года.